# Додому до темряви
«Додому до темряви» (англ. Home Before Dark) — американський детективний серіал 2020 року, розрахований на підліткову та дорослу аудиторію. Драма, заснована на книзі юної журналістки і письменниці Гільди Лишак (Лісяк), вийшла 3 квітня 2020 року на каналі Apple TV+. Прем'єра другого сезону відбулася 11 червня 2021 року.

## Сюжет
В основі сюжету — автобіографічна історія дівчинки Гільди, яка переїжджає з Брукліна в маленьке містечко на березі озера. Багато років тому її батько Метт поїхав звідси в Нью-Йорк, де працював журналістом. Відбувається вбивство, сприйняте поліцією спочатку як нещасний випадок, жертвою якого стає сестра людини, що вже багато років відбуває термін за вчинений злочин. Дівчинка дізнається про викрадення і вбивство місцевого підлітка, що відбулися в цьому місті 30 років тому. Тіло хлопчика так і не було знайдено. Про ці події всі жителі містечка, включаючи власного батька головної героїні, щосили намагалися забути. Навколо дівчинки, яка відновила неофіційне слідство у цій справі, утворюється атмосфера неприйняття і підозрілості.

## Акторський склад
- Бруклін Прінс — Гільда Ліско
- Джим Стерджес — Метью Ліско
- Еббі Міллер — Бріджит Дженсен
- Луїс Гертум — Френк Бриггс старший
- Кіфер О'Райлі — Річі Файф
- Майкл Вестон — Френк Бриггс молодший
- Кайлі Роджерс — Іззі Ліско
- Азіза Скотт — Трип / Маккензі Джонсон
- Адріан Гаф — Джек Файф
- Джоель Картер — Кім Коллінз
- Джибраїл Нантамбу — Донні Девіс
- Дерік Маккейб — Спун / Веслі Візерспун
- Вітні Пік — Альфа Джессіка
- Обрі Арнасон — Люсі Файф
- Ондреа Сміт — співачка
- Дін Петрів — молодий Метт
- Лейкен Лейврок — молода Кім
- Серж Гауді — Роджер Коллінз
- Шерон Лоуренс — Керол Коллінз
- Майкл Грейайз — Сем Ґілліс

## Список серій[3]
| Сезон | Епізоди | Епізоди | Оригінальний показ | Оригінальний показ |
| Сезон | Епізоди | Епізоди | Останній показ     | Перший показ       |
| ----- | ------- | ------- | ------------------ | ------------------ |
| 1     | 10      | 10      | 3 квітня 2020      | 3 квітня 2020      |
| 2     | 10      | 10      | 11 червня 2021     | ?                  |

### Сезон 1 (2020)
| № серії (загалом) | № серії (в сезоні) | Назва серії              | Оригінальна назва | Режисер(и) | Сценарист(и)                          | Оригінальна дата показу |
| ----------------- | ------------------ | ------------------------ | ----------------- | ---------- | ------------------------------------- | ----------------------- |
| 1                 | 1                  | «Магічна година»         | Magic Hour        | Jon M. Chu | Dana Fox, Dara Resnik, Hilde Lysiak   | 3 квітня 2020           |
| 2                 | 2                  | «Ніщо не буде як колись» | Never Be the Same | Jon M. Chu | Garrett Lerner, Dana Fox, Dara Resnik | 3 квітня 2020           |